# Parti union pour le développement
Le Parti de l'Union pour le Développement(PUD), est un parti politique guinéen. le parti a remporté 0,66 % des suffrages lors des élections législatives du 30 juin 2002, exprimés et 1 siège sur 114.